# مطار میمنه
مطار میمنه (بالإنجليزية: Maymana Airport) (إياتا: MMZ، إيكاو: OAMN) هو مطار مخصص للاستخدام العام يقع بالقرب من میمنه، ولاية فارياب في أفغانستان.

## شركات الطيران والوجهات
اعتبارًا من سبتمبر 2018، لا توجد خدمات مجدولة في المطار.

## روابط خارجية
- سجل المطار لمطار ميمنة نسخة محفوظة 24 يونيو 2015 على موقع واي باك مشين. على Landings.com